# Jeanne Moreau

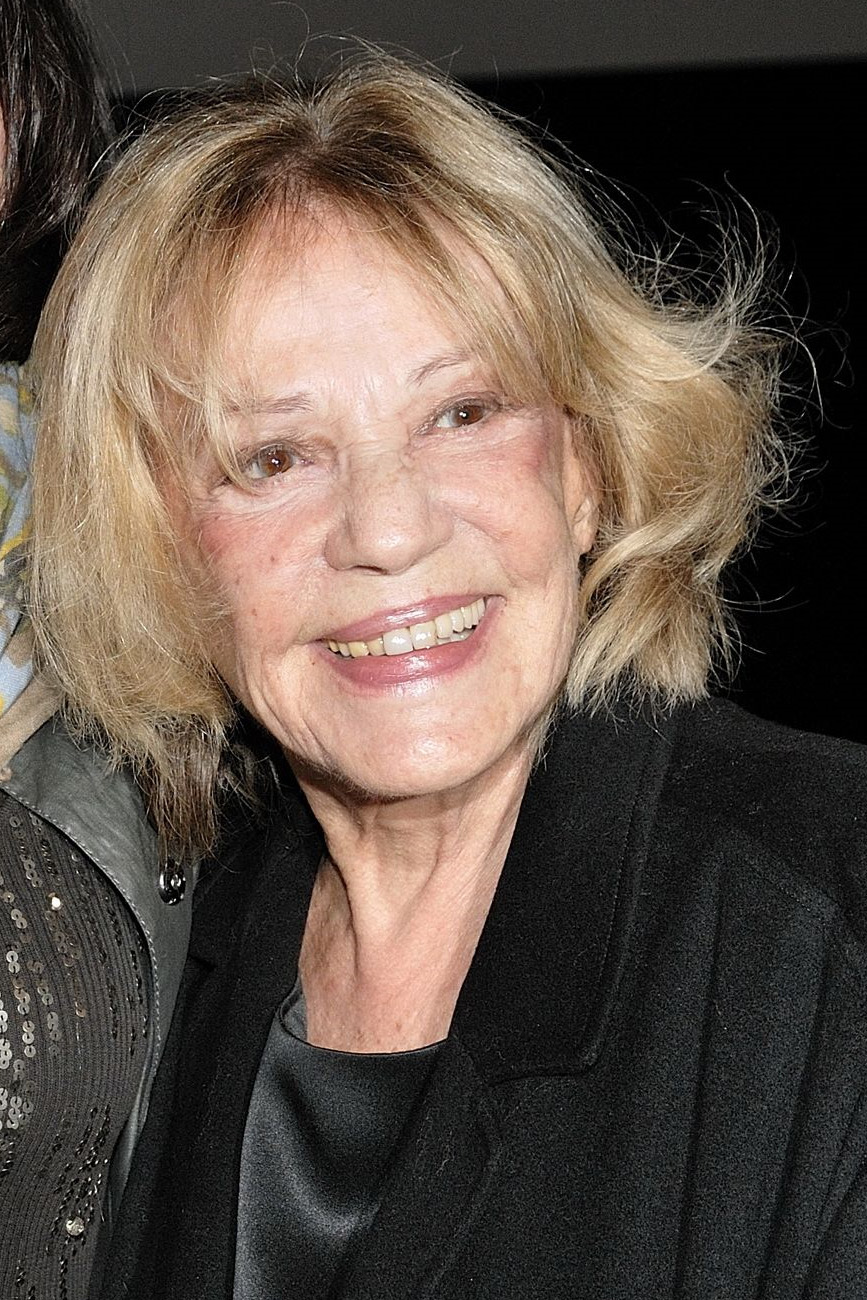
Jeanne Moreau (2009)

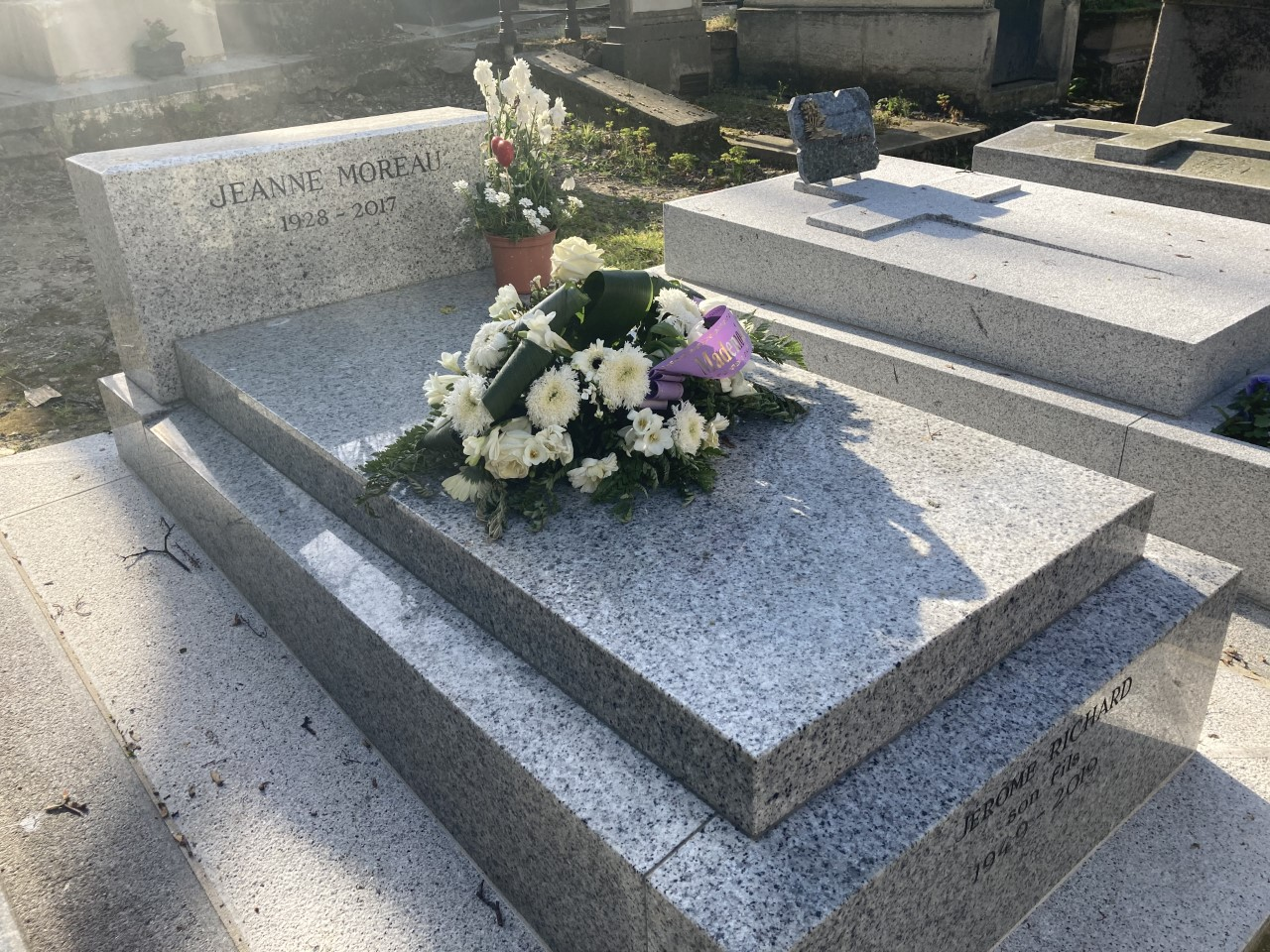
Grab auf dem Cimetière de Montmartre

Jeanne Moreau (* 23. Januar 1928 in Paris; † 31. Juli 2017 ebenda) war eine französische Schauspielerin, die auch als Filmregisseurin und Sängerin tätig war. Sie wirkte in über 120 Filmproduktionen mit, zählte in den 1950er und 1960er Jahren zu den populärsten Filmstars der Nouvelle Vague und galt als eine der führenden Charakterdarstellerinnen Frankreichs. Eine ihrer bekanntesten Rollen hatte sie 1962 in der melancholischen Dreiecksgeschichte Jules und Jim.

## Leben und Schaffen
Jeanne Moreau war die Tochter der britischen Tänzerin Katherine Bukley, die als Mitglied der Tiller Girls an den Folies Bergère in Paris auftrat, und des französischen Gastwirts Anatole-Désiré Moreau. Sie besuchte das Lycée Edgar-Quinet im 9. Arrondissement von Paris (im Viertel Pigalle) und studierte ab 1946 am Conservatoire de Paris und von 1948 bis 1952 an der Comédie-Française, wo sie die hohe Schule des klassischen Theaters erlernte. Rasch bewährte sich Moreau als feinfühlige, differenzierte Charakterdarstellerin, etwa in Le Cid von Pierre Corneille und Prinz Friedrich von Homburg von Heinrich von Kleist (beides 1951 an der Seite von Gérard Philipe). 1952 wechselte sie an das experimentelle Théâtre National Populaire von Jean Vilar, der das Festival von Avignon gründete, bei dem auch sie auftrat. Vom folgenden Jahr an war sie an verschiedenen französischen Bühnen engagiert und trat unter anderem auch am Broadway auf. Moreau, die sich in den 1950er Jahren den Ruf erarbeitete, eine der besten Schauspielerinnen ihrer Generation zu sein, wurde mit zahlreichen Theaterpreisen geehrt. Zu ihren gefeierten Rollen zählten die Heldinnen in George Bernard Shaws Pygmalion und Jean Cocteaus Die Höllenmaschine (in Inszenierungen von Jean Marais, 1954).
Im Jahr 1948 debütierte Jeanne Moreau im Film. Nach kleineren Rollen, etwa 1953 in Jacques Beckers Wenn es Nacht wird in Paris (an der Seite von Jean Gabin), hatte sie 1957 einen ersten Achtungserfolg mit Louis Malles Fahrstuhl zum Schafott. Mit dem seinerzeit kontrovers aufgenommenen Film Die Liebenden, ebenfalls von Malle, gelang ihr 1958 der Durchbruch als Leinwandstar. Darauf folgten Hauptrollen in französischen und internationalen Produktionen, unter anderem in Filmen von Roger Vadim (Gefährliche Liebschaften, 1959), Peter Brook (Stunden voller Zärtlichkeit, 1960), Michelangelo Antonioni (Die Nacht, 1961), Orson Welles (Der Prozeß, 1962), Luis Buñuel (Tagebuch einer Kammerzofe, 1964), Tony Richardson (Mademoiselle, 1966) und François Truffaut (Die Braut trug schwarz, 1968).
Bis heute in Erinnerung ist insbesondere ihre Verkörperung der Catherine, der weiblichen Hauptfigur zwischen zwei Männern, einem französischen und einem deutschen Geliebten, in dem Film Jules und Jim von François Truffaut aus dem Jahr 1962 (nach dem gleichnamigen Roman von Henri-Pierre Roché). Das darin von Moreau gesungene Chanson Le tourbillon de la vie („Der Strudel des Lebens“) begründete ihre Karriere als Chansoninterpretin. Sie wurde 1964 mit dem Schallplattenpreis Grand Prix du Disque ausgezeichnet.
Mit dem Spielfilm Im Scheinwerferlicht über eine 40-jährige Schauspielerin gab Moreau 1976 ihr Regiedebüt (mit Lucia Bosè in der Rolle der Hauptfigur sowie Bruno Ganz in einer der männlichen Hauptrollen). 1979 folgte ihr zweiter Film, die deutsch-französische Produktion Mädchenjahre mit Simone Signoret und Edith Clever. Auch deutsche Regisseure verpflichteten sie in der Folgezeit für Rollen in ihren Filmen: Rainer Werner Fassbinder für Querelle (1982) und Wim Wenders für Bis ans Ende der Welt (1991). 1984 führte Moreau ein drittes Mal Regie – für ein Porträt der damals bereits hochbetagten US-amerikanischen Filmschauspielerin Lillian Gish.

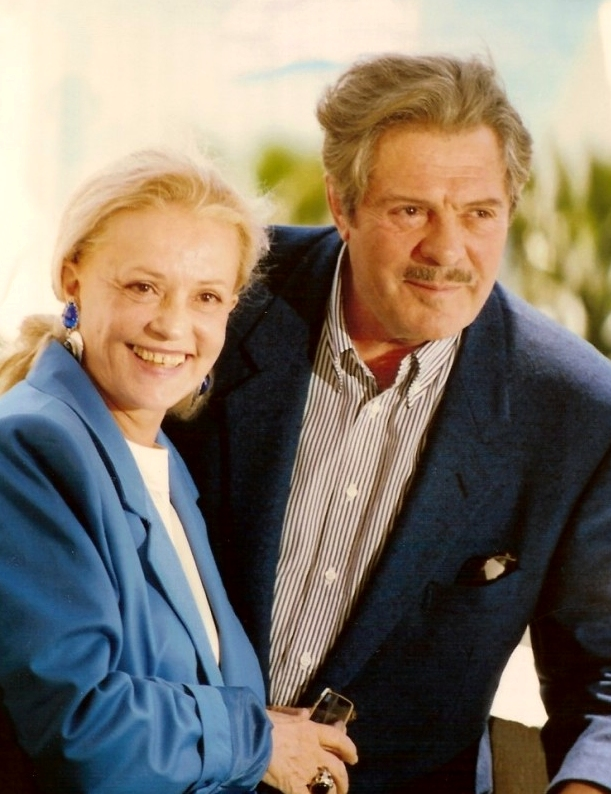
Moreau mit Marcello Mastroianni bei den 44. Filmfestspielen von Cannes (1991)

Immer wieder kehrte Moreau auf die Bühne zurück. So brillierte sie 1973 in der Pariser Inszenierung von Der Ritt über den Bodensee von Peter Handke. Mit dem Einpersonenstück Die Erzählung der Magd Zerline nach einer Novelle von Hermann Broch war sie in einer Inszenierung von Klaus Michael Grüber ab 1986 in Paris und auf zahlreichen Gastspielen, auch in Deutschland, zu sehen. Im Jahr 2000 wirkte Moreau in Rosa von Praunheims Dokumentarfilm Für mich gab’s nur noch Fassbinder mit.
Von der Universität Manchester wurde Moreau die Ehrendoktorwürde verliehen. 1975 und 1995 war sie Präsidentin der Jury der Internationalen Filmfestspiele von Cannes. Im Jahr 2000 erhielt sie bei den Filmfestspielen von Berlin den Goldenen Bären für ihr Lebenswerk. Von der französischen Republik wurde sie mehrfach hoch dekoriert, im Jahr 1980 als Officière de la Légion d’honneur, 2007 als Commandeure de l’ordre national du Mérite, 2012 als Grande officière de l’ordre national du Mérite und schließlich als Commandeure de l’ordre des Arts et des Lettres. Ab dem Jahr 2000 war sie Mitglied der Académie des Beaux-Arts.
Moreau setzte sich Anfang der 1970er Jahre für die Legalisierung des Schwangerschaftsabbruchs in Frankreich ein. Sie gehört zu den Unterzeichnerinnen des von der Feministin Simone de Beauvoir verfassten Manifestes der 343 Frauen, das am 5. April 1971 in der linksliberalen Wochenzeitschrift Le Nouvel Observateur veröffentlicht wurde.
Jeanne Moreau war zweimal verheiratet. Aus ihrer ersten Ehe (1949–1951) mit dem Schauspieler Jean-Louis Richard (1927–2012) stammte ein Sohn, Jérôme Richard, der heute als Maler arbeitet. Von 1966 an war Moreau mehrere Jahre mit dem Modeschöpfer Pierre Cardin liiert, dessen Kreationen sie trug. Eine Affäre mit dem Regisseur Tony Richardson führte 1967 zu dessen Scheidung von Vanessa Redgrave. Von 1977 bis 1980 war Moreau mit dem Regisseur William Friedkin verheiratet.
Am Morgen des 31. Juli 2017 wurde Jeanne Moreau von ihrer Zugehfrau tot in ihrer Wohnung am Square du Roule in Paris aufgefunden. Sie wurde auf dem Cimetière de Montmartre (Division 27) unter Anteilnahme des engsten Familien- und Freundeskreises beerdigt. Eine öffentliche Gedenkveranstaltung fand auf Wunsch der Angehörigen nicht statt. In einer offiziellen Verlautbarung des Elysée-Palasts, des Präsidialamtes der Französischen Republik, hieß es: „Sie hatte einen Glanz im Blick, der nicht zur Verehrung, sondern zum Übermut einlud, zur Freiheit im Strudel des Lebens, den sie so sehr geliebt hat und den sie uns noch viele Jahre wird lieben lassen.“ Die Stadt Paris ehrte Moreau, indem sie im Jahr 2019 einen Straßenzug, die Promenade Jeanne-Moreau am Bassin de la Villette im 19. Arrondissement, nach ihr benannte. Auch Straßen in Villeurbanne, dem Ort des Théâtre National Populaire, an dem sie wirkte, und Angers, wo sie Seminare für junge Cineasten initiierte, tragen ihren Namen.
Jeanne Moreau wurde auf Deutsch meist von Eva Katharina Schultz und Rosemarie Fendel synchronisiert.

## Werke

### Filmografie (Auswahl)

#### Kino
- 1949: Letzte Liebe (Dernier amour)
- 1950: Klagt mich an! (Meurtres)
- 1952: Der Mann meines Lebens (L’homme de ma vie)
- 1952: Es ist Mitternacht, Dr. Schweitzer (Il est minuit, docteur Schweitzer)
- 1953: Julietta
- 1953: Im Schlafsaal der großen Mädchen (Dortoir des grandes)
- 1954: Wenn es Nacht wird in Paris (Touchez pas au grisbi)
- 1954: Bartholomäusnacht (La reine Margot)
- 1955: Gas-Oil
- 1956: Hinter verschlossenen Türen (Le salaire du péché)
- 1957: Polizeiaktion Dynamit (Échec au porteur)
- 1958: Fahrstuhl zum Schafott (Ascenseur pour l’échafaud)
- 1958: Die Liebenden (Les amants)
- 1959: Sie küßten und sie schlugen ihn (Les quatre cents coups)
- 1959: Gefährliche Liebschaften (Les liaisons dangereuses)
- 1959: Mit dem Rücken zur Wand (Le dos au mur)
- 1960: Opfergang einer Nonne (Le dialogue des Carmélites)
- 1960: Jovanka und die anderen (Jovanka e le altre)
- 1960: Stunden voller Zärtlichkeit (Moderato cantabile)
- 1961: Die Nacht (La notte)
- 1961: Eine Frau ist eine Frau (Une femme est une femme)
- 1961: Jules und Jim (Jules et Jim)
- 1962: Der Prozeß (Le procès)
- 1962: Die blonde Sünderin (La baie des anges)
- 1962: Eva
- 1963: Heißes Pflaster (Peau de Banane)
- 1963: Die Sieger (The Victors)
- 1963: Das Irrlicht (Le feu follet)
- 1964: Tagebuch einer Kammerzofe (Le journal d’une femme de chambre)
- 1964: Der Zug (The Train)
- 1964: Mata Hari, Agent H. 21 (Mata-Hari, agent H21)
- 1964: Der gelbe Rolls-Royce (The Yellow Rolls-Royce)
- 1965: Viva Maria!
- 1965: Falstaff – Glocken um Mitternacht (Campanadas a medianoche)
- 1966: Mademoiselle
- 1967: Nur eine Frau an Bord (The Sailor from Gibraltar)
- 1967: Das älteste Gewerbe der Welt (Le plus vieux métier du monde)
- 1967: Die Braut trug schwarz (La mariée était en noir)
- 1968: Die große Katharina (Great Catherine)
- 1970: Monte Walsh
- 1970: The Deep (unvollendet)
- 1971: Der Boß (Comptes à rebours)
- 1972: Die Affaire (Chère Louise)
- 1974: Die Ausgebufften (Les valseuses)
- 1975: Erinnerungen aus Frankreich (Souvenirs d’en France)
- 1976: Monsieur Klein (Mr. Klein)
- 1976: Der letzte Tycoon (The Last Tycoon)
- 1976: Im Scheinwerferlicht (Lumière) (auch Regie und Drehbuch)
- 1979: Mädchenjahre (L’adolescente) (auch Regie)
- 1982: Tausend Milliarden Dollar (Mille milliards de dollars)
- 1982: Querelle
- 1982: Eine Frau wie ein Fisch (La truite)
- 1986: Der Tölpel (Le paltoquet)
- 1987: Das Wunder des Papu (Le miraculé)
- 1990: Nikita
- 1991: Anna Karamazoff
- 1991: Der schwebende Schritt des Storches (To meteoro vima tou pelargou)
- 1991: Die Dame, die im Meer spazierte (La vieille qui marchait dans la mer)
- 1991: Bis ans Ende der Welt (Jusqu’au bout du monde)
- 1992: Flucht aus dem Eis (Map of the Human Heart)
- 1992: Der Liebhaber (L’amant) (Sprechrolle)
- 1993: Auf fremdem Felde (A Foreign Field)
- 1994: 101 Nacht – Die Träume des M. Cinéma (Les cent et une nuits)
- 1995: Jenseits der Wolken (Al di là delle nuvole)
- 1997: Der Hexenclub von Bayonne
- 1998: Auf immer und ewig (Ever After: A Cinderella Story)
- 2001: Diese Liebe (Cet amour-là)
- 2005: Die Zeit die bleibt (Le temps qui reste)
- 2005: Go West
- 2006: Roméo et Juliette
- 2006: Sortie de clown
- 2007: Trennung (Désengagement)
- 2007: Chacun son cinéma ou Ce petit coup au cœur quand la lumière s’éteint et que le film commence (Segment Trois minutes)
- 2008: Der vierzehnte Stein (Sous les vents de Neptune)
- 2008: Ein Schloss in Schweden (Château en Suède)
- 2008: Plus tard, tu comprendras …
- 2009: Visage
- 2009: Leon und die magischen Worte (Kerity, la maison des contes) (Sprechrolle)
- 2011: Bouquet final
- 2011: La Mauvaise rencontre
- 2012: Lullaby to my Father
- 2012: Gebo et l’ombre
- 2012: Eine Dame in Paris (Une Estonienne à Paris)

#### Fernsehen
- 1968: Stunde der Wahrheit (Histoire immortelle)
- 1995: Katharina die Große (Catherine the Great)
- 1999: Balzac – Ein Leben voller Leidenschaft (Balzac)
- 2000: Les Misérables – Gefangene des Schicksals (Les misérables)
- 2006: La contessa di Castiglione
- 2008: Ein Schloss in Schweden (Château en Suède)

### Hörspiele
- 2012: Marguerite Duras: Das ist alles. C’est tout. – Regie: Kai Grehn (Hörspiel – RBB)

### Diskografie (Auswahl)
- 1963: Douze chansons de Cyrus Bassiak (LP)
- 1965: Viva Maria! (LP)
- 1966: Douze nouvelles chansons de Bassiak (LP)
- 1968: Les Chansons de Clarisse (LP)
- 1970: Jeanne chante Jeanne (LP)
- 1981: Jeanne Moreau chante Norge (LP)

## Auszeichnungen (Auswahl)
- 1960: Preis in der Kategorie Beste Darstellerin bei den Internationalen Filmfestspielen von Cannes für Stunden voller Zärtlichkeit
- 1964: Preis in der Kategorie Beste Darstellerin beim Internationalen Filmfestival Karlovy Vary für Tagebuch einer Kammerzofe
- 1979: Nominierung für den Silbernen Bären bei den Internationalen Filmfestspielen Berlin für Mädchenjahre
- 1992: César in der Kategorie Beste Hauptdarstellerin für Die Dame, die im Meer spazierte
- 1992: Preis der Internationalen Filmfestspiele von Venedig für ihr Lebenswerk
- 1995: Ehren-César
- 1996: Ehrenpreis der British Academy of Film and Television Arts (BAFTA)
- 1997: Europäischer Filmpreis für ihr Lebenswerk
- 1997: Preis des Festival Internacional de Cine de Donostia-San Sebastián für ihr Lebenswerk
- 2000: Goldener Bär für ihr Lebenswerk
- 2004: Goldene Palme für ihr Lebenswerk
- 2007: Commandeur des Ordre national du Mérite

## Dokumentarfilme
- Jeanne Moreau. Von der Comédie française zur Music Hall: Eine französische Legende. Fernsehdokumentation, Österreich, 1990, 92 Min., Regie: Corinne Pulver
- Jeanne Moreau – Im Film und ganz privat. (OT: Jeanne M. – Côté cour, côté cœur.) Dokumentation, Frankreich, 2007, 90 Min., Buch: Josée Dayan, Pierre-André Boutang, Regie: Josée Dayan, Pierre-André Boutang, Annie Chevallay, Produktion: arte France, Passion Films, Rouge Films, Erstsendung: 27. Januar 2008, Inhaltsangabe von arte, (Memento vom 18. April 2013 im Webarchiv archive.today).
- Jeanne Moreau – Die Selbstbestimmte. (OT: Jeanne Moreau, l’affranchie.) Dokumentarfilm, Frankreich, 2017, 53:53 Min., Buch und Regie: Virginie Linhart, Produktion: Kuiv Productions, arte France, INA, Erstsendung: 2. April 2018 bei arte, Inhaltsangabe von ARD.